# Ross Stores

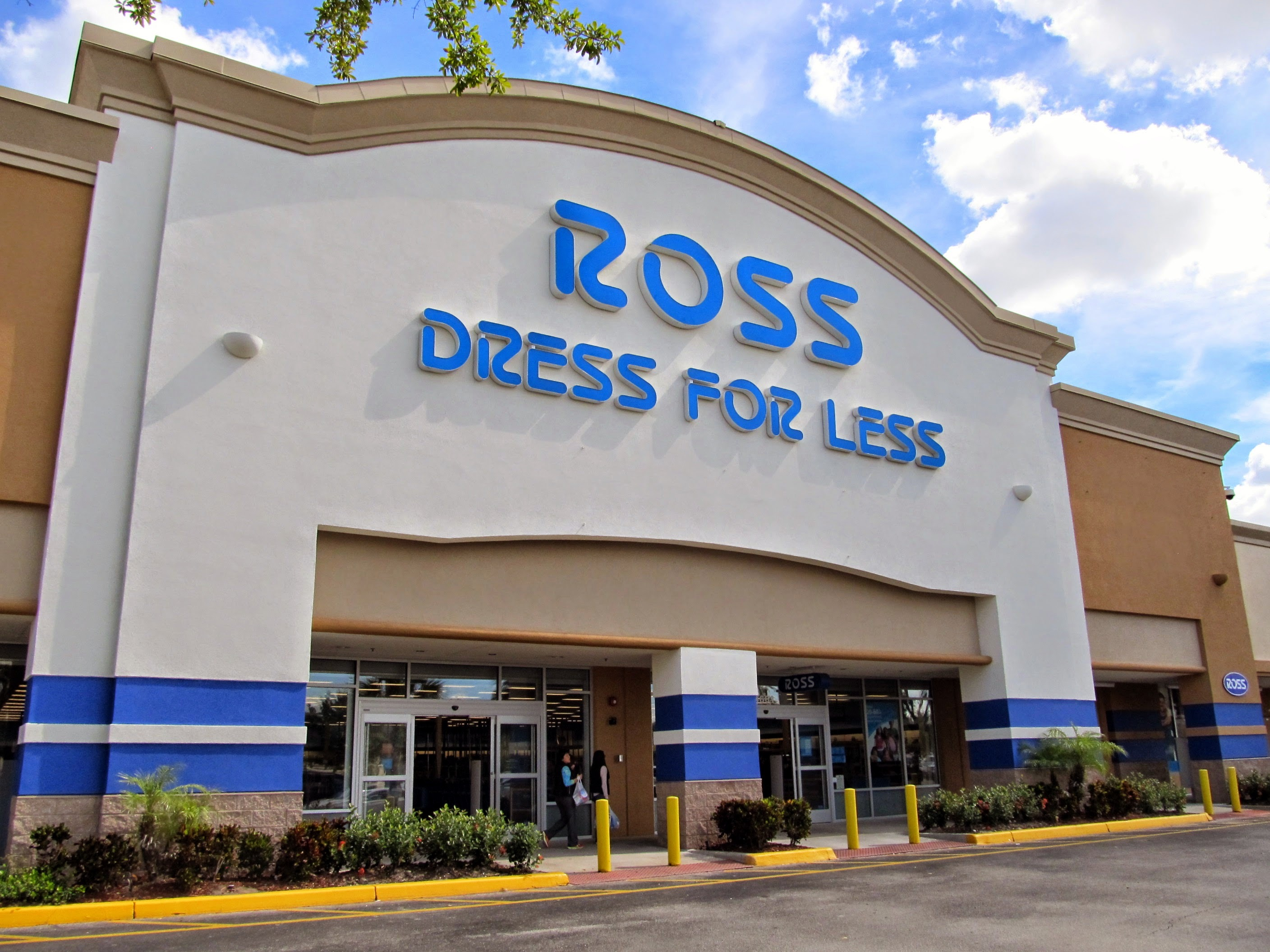
Ross Store in Orlando

Ross Stores Inc., welches unter dem Markennamen Ross Dress for Less firmiert, ist eine US-amerikanische Kette von Discountern mit Hauptsitz in Dublin (Kalifornien). 2018 betreibt Ross 1.483 Geschäfte in 37 US-Bundesstaaten, dem District of Columbia und Guam, die einen Großteil des Landes abdecken, hat jedoch keine Präsenz in New England, New York, dem nördlichen New Jersey, Alaska und Gebieten des Mittleren Westens.
Das Unternehmen ist Teil des NASDAQ-100-Index und hatte im Geschäftsjahr 2022 einen Umsatz von ca. 19 Milliarden US-Dollar.

## Geschichte
Das erste Ross Department Store wurde 1950 von Morris "Morrie" Ross in San Bruno, Kalifornien, eröffnet. Morris arbeitete 85 Stunden pro Woche und erledigte den gesamten Einkauf und die Buchhaltung für sein Kaufhaus. 1958 verkaufte Ross sein Geschäft an William Isackson, um ein Entwickler von Wohn- und Gewerbeimmobilien zu werden. Isackson baute das Unternehmen auf sechs Filialen in San Bruno, Pacifica, Novato, Vacaville, Redwood City und Castro Valley aus. 1982 kaufte eine Gruppe von Investoren, darunter Mervin Morris, der Gründer der Kette Mervyn's, die sechs Ross-Kaufhäuser in San Francisco, stellte das Format auf billige Einzelhandelsgeschäfte um und erweiterte die Kette innerhalb von drei Jahren auf 107 Geschäfte. Bis Ende 1995 erzielte die Kette mit 292 Filialen in 18 Bundesstaaten einen Jahresumsatz von 1,4 Milliarden US-Dollar. Bis 2012 erreichte Ross 9,7 Milliarden US-Dollar für das Geschäftsjahr mit 1.091 Filialen in 33 Bundesstaaten und hatte 108 zusätzlichen Filialen durch das Tochterunternehmen Dd's Discounts in 8 Bundesstaaten. Ross Stores verlegte 2003 seinen Hauptsitz von Newark nach Pleasanton im Tri-Valley-Gebiet.
Ross Stores verlegte seinen Hauptsitz 2014 von Pleasanton in das benachbarte Dublin.